# خرس‌ها (غار)
غار خرس‌ها (ارمنی: Արջերի քարանձավ) یک غار در ارمنستان است که در استان وایوتس‌جور واقع شده‌است.
به ابتکار بنیاد حفظ حیات وحش و دارایی‌های فرهنگی (FPWC) کاوش‌های باستان‌شناسی غار خرس‌ها آغاز شد. این فعالیت‌ها با همکاری موزه زمین‌شناسی یغگنادزور انجام شد. در نتیجه کاوش‌های حرفه ای ابزارهای سنگی از دوره‌های مختلف پیدا شد و مطالعه مقدماتی مواد سطح وجود سفال‌های دوران نوسنگی را نشان دادند. این غار از زمان‌های بسیار اولیه (حدود ۲۵۰٬۰۰۰–۳۵٬۰۰۰ سال) مورد استفاده قرار گرفته‌است. در حین کاوش‌ها تعداد زیادی از استخوان‌های حیوانات خاکستر زیادی پیدا شد.